# Szamizdat

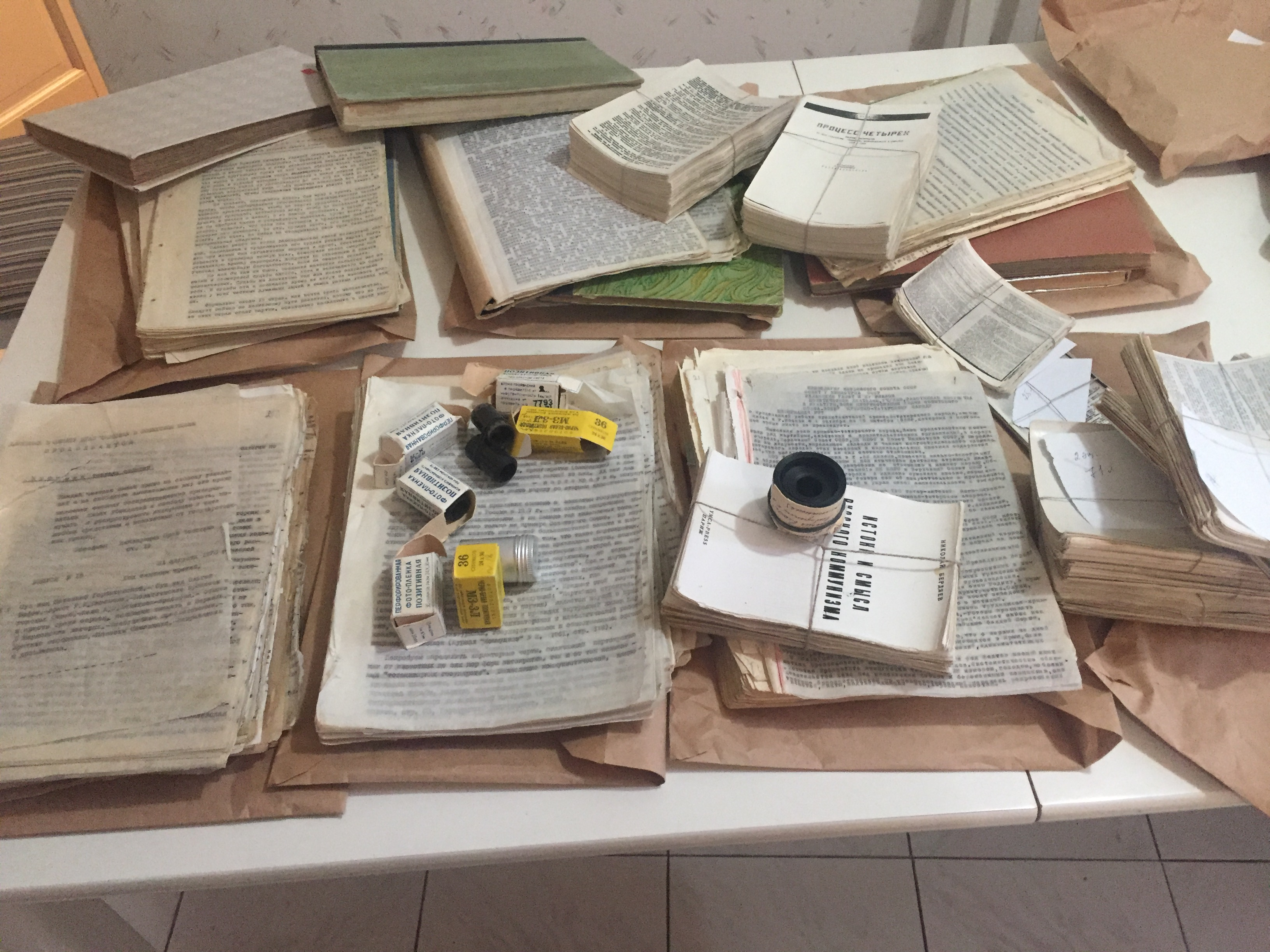
Orosz nyelvű szamizdat-kiadványok a szovjet érából

A szamizdat illegális kiadvány a kommunista rendszerekben, amelyet azért írtak, nyomtattak és terjesztettek titokban, mert a rezsim cenzúrája betiltotta volna a közölt tartalmak terjesztését. A magyar szamizdat irodalom vagy hazai szerzők munkája, vagy külföldön készült magyar, illetve külföldi szerzők írásainak hazai terjesztése volt.
Az írógépen másolt szamizdatot Magyarországon az 1970-es évektől butik-irodalom néven is emlegették.
A szamizdat sokszorosítóit, íróit, szerkesztőit, terjesztőit gyakran zaklatta a rendőrség, illetve a titkosszolgálatok, emiatt a példányszám viszonylag alacsony, az elért olvasói kör pedig szűk volt, általában csak humán értelmiségiekre terjedt ki. A szamizdat írásokat is felhasználó (Magyarországon tiltott) Szabad Európa Rádió hallgatói köre is viszonylag szűk volt, mindezek miatt a magyar lakosság domináns része még ennek az irodalomnak a létezéséről sem tudott a rendszerváltásig.

## Neve
A szamizdat kifejezés orosz eredetű, ironikus jellegű szóösszevonás. A Гослитиздат [Goszlitizdat] (Állami Irodalmi Kiadó), Политиздат [Politizdat] (Politikai Kiadó) és más hasonló, hivatalos kiadások mintájára alkotta Nyikolaj Glazkov orosz költő az 1940-es években a cам [szam] (ön-, saját) és az издательство [izdatyelsztvo] (kiadás) szavakból. A kifejezés arra utal, hogy a szerző saját maga adta ki az írását, vagyis nem kérte a cenzúrahatóság engedélyét.

## Sokszorosítása, terjesztése
A sokszorosítás módja kezdetben az írógép (néha barkácsolt), később a (nehezebben beszerezhető) stencilgép volt. A magyar 1956-ot követően a hatalom kidolgozta annak a technikáit, hogyan ellenőrizhetik a sokszorosításra alkalmas eszközöket, például a nemzeti ünnepek előtt gyakran írásmintákat vettek az írógépekről, hogy ha illegális kiadvány jelenik meg, megállapíthassák, honnan származik. Ezért sokszor a határon túlról csempészték be a gépeket. A szövegek a konspiráció szabályainak betartásával kerültek a szerkesztőktől a sokszorosítást végző nyomdászokhoz, majd a terjesztőkhöz.

## A magyar szamizdat

### A magyar katolikus szamizdat
A katolikus közösségekben már az ötvenes években elterjedt volt a gépelt szamizdat és még inkább elterjedt az 1960-as években, amikor az egyház feletti állami ellenőrzés szervezettebbé és szorosabbá vált és passzív ellenállásként kis vallásos közösségek alakultak, amelyeket folytonosan zaklatott a hatalom. Nagy számban terjedtek szamizdatban Teilhard de Chardin, Thomas Merton, Michel Quoist, Mócsy Imre írásai és olvasmányos írások, mint Wilhelm Hünermann katolikus történelmi regényei, Morlin Imre ifjúsági regényei stb.

### A lengyel példa
A magyar szamizdatosok sokat merítettek Lengyelország példájából, ahol 1976 és 1981 között a kommunista rezsimek általános viszonyaihoz képest elképesztő méreteket öltött a szamizdat. 1976 és 1980 között mintegy 500 könyvet adtak ki illegálisan; a Szolidaritás időszakában, 1980-ban és 1981-ben több illegális könyvkiadó működött, a Szolidaritás hetilapja, a Tygodnik Solidarność pedig már hetente 500 ezer példányban jelent meg.

### Az 1970-es évektől
Magyarországon 1976-tól kezdve jelentek meg nagyobb számban szamizdat kiadványok, elsősorban a demokratikus ellenzékhez kapcsolódva. (Bár szamizdat irodalom az országban és a Szovjetunió uralta blokkban már az ötvenes években is volt.) Az első szamizdatok közt szerepelt a Marx-körkérdés (Marx a negyedik évtizedben, 1977), Kenedi János Profil című gyűjteményes kötete, majd az 1977 végén, Kornis Mihály kezdeményezésére indult Napló. (Ez utóbbi „zártkörű” szamizdat volt – Haraszti Miklós szerint mindössze három példányban forgott a mintegy száz szerző között.)
Ifjabb Rajk László lakásán a hetvenes évek második felében és a nyolcvanas évek elején „szamizdat-butik” működött. „Keddenként este bárki feljöhetett, s előjegyezhetett a kiállított gépiratos szamizdatból. Aztán Budapest-szerte a hivatalokban gépírónők fekete munkában gyártották az indigós példányokat. A következő kedden a butik nagytáskás látogatóinak egy része meghozta, másika elvitte a „gépiratot”, ahogyan a rendőrségi nyelv hívta az árut. Természetesen tudtuk, hogy a vásárlók között a rendőrség besúgói is ott vannak” – emlékezett Haraszti.
A legismertebb szamizdat folyóirat az 1981-ben indult, Kis Jánoshoz kötődő Beszélő, amelynek az első legális kiadásig, 1989-ig, 27 száma jelent meg. Erőteljesebb hangot ütött meg a Nagy Jenő által fémjelzett Demokrata című lap, amely 1986 és 1991 között összesen 41 számot ért meg.
Nem maradhat ki a felsorolásból az emlékezetes, nagy hullámokat vető szamizdat az 1980 októberére elkészült Bibó-Emlékkönyv.
A Beszélő már nyomdai technikával készült, számonként mintegy 2000 példányban. Ugyanebben az időben tért át a nyomtatásra az AB Független Kiadó (Demszky Gábor, Hodosán Róza, ifj. Rajk László).
Az Égtájak Között sajátos színfoltot jelentett az 1985–1988-as évek szamizdat irodalmában. Egyaránt jellemezte a kádári szocializmus és a polgári demokrácia elutasítása, miáltal egyfajta harmadik utasság hirdetőjévé vált. A Bartók Gyula és Talata József által képviselt, néha anarchista színezetű, radikális baloldali társadalomkép kivételesnek számított az akkori ellenzéki politikai spektrumban.
A Médium-Art olyan kulturális avantgárd szamizdat volt, amelyik elsősorban a modern, experimentális költészetet kívánta bemutatni, Petőcz András kiadásában, szerkesztésében jelent meg, illegális körülmények között. Publikált benne Erdély Miklós, Szilágyi Ákos, Nagy Pál, Papp Tibor.

### Jogi „státusza”
A titkosszolgálatok folyamatosan figyelemmel kísérték a második nyilvánosságot. A terjesztőket, készítőket rendszeresen előállították, megfélemlítették, zaklatták. A lefoglalt példányok gyakran kerültek pártvezetők kezébe is. Az Országos Széchényi Könyvtár az 1980-as évektől gyűjtötte a szamizdatkiadványokat, noha – mint „zárt anyag” – olvasása a nagyközönség számára tilos volt.
1983-ban a diktatúra támadást indított az erősödő szamizdat műhelyek ellen, megszaporodtak a házkutatások, felszámolták a Rajk-butikot, „Demszky és társai” (köztük Haraszti) ellen pedig pert készítettek elő. Ez utóbbira végül nem került sor, mert a kommunista állampárt, a Magyar Szocialista Munkáspárt úgy döntött, nem gyárt „mártírokat”. A nem engedélyezett nyomtatást bűncselekményből az enyhébb sajtórendészeti szabálysértéssé minősítették (ami nem jelentette a rendőrségi zaklatás megszűnését).

### Utóélete
Magyarországon közvetlenül a rendszerváltás után a Petőfi Irodalmi Múzeum rendezett kiállítást a témában: „Tiltott zászlók alatt.” A magyarországi szamizdat egy évtizede 1981–1989. Ennek nyomán jelent meg a tiltott kiadványok első magyar könyvészeti számbavétele (A magyarországi szamizdat bibliográfiája, 1981-1989; PIM, Bp., 1990).
2004-ben Alternatív kultúrák Közép- és Kelet-Európában 1956-1989 címmel a Millenárison nyílott nagyszabású kiállítás Európa legnagyobb szamizdat-gyűjteményéből (Berlin, Prága és Brüsszel után). A vándortárlat a volt kommunista országok szellemi ellenállását mutatta be, mintegy 400 dokumentumon keresztül. A kiállítás alapvetően a Brémai Egyetem Kelet-európai Kutatóintézete (Forschungsstelle Osteuropa) gyűjteményére épült, kiegészülve a hazai közgyűjtemények magyar vonatkozású anyagával.
A 2017-ben alapított Nyomtass te is! című röpirat jellegű hírújság saját magát XXI. századi szamizdatként határozza meg, terjesztése is hasonló, közösségi módszerekkel történik.